# Virtus.pro
Virtus.pro es una organización internacional de deportes electrónicos creada en 2003. Con sede en Ereván (Armenia) desde 2022, compite en títulos como Counter‑Strike 2, Dota 2, Rainbow Six Siege y Warface. De acuerdo con la entidad, supera los 20 millones USD en premios acumulados.

## Historial
- 2003‑2014: irrupción en Counter‑Strike, culminada con la victoria en EMS One Katowice 2014.[2]
- 2015: USM Holdings (Alisher Usmánov) invirtió más de 100 millones USD.[3]
- 2022: debido a sanciones, el club compitió como «Outsiders» y fue vendido a Aram Karamanukyan, quien trasladó la matriz a Armenia.[4]
- 2024: seleccionado para el «Club Support Program» de la Esports World Cup Foundation.[5]

## Palmarés competitivo

### Dota 2
| Año  | Torneo                    | Resultado  | Premio (USD) | Ref.   |
| ---- | ------------------------- | ---------- | ------------ | ------ |
| 2017 | ESL One Hamburg 2017      | Campeón    | 500 000      | [ 6 ]  |
| 2018 | ESL One Katowice 2018     | Campeón    | 400 000      | [ 7 ]  |
| 2018 | The Bucharest Major       | Campeón    | 500 000      | [ 8 ]  |
| 2018 | ESL One Birmingham 2018   | Campeón    | 500 000      | [ 9 ]  |
| 2018 | The Kuala Lumpur Major    | Campeón    | 350 000      | [ 10 ] |
| 2024 | 1win Series Dota 2 Spring | Subcampeón | 30 000       | [ 11 ] |
| 2024 | 1win Series Dota 2 Summer | 5.º‑6.º    | 5 000        | [ 12 ] |

### Counter‑Strike 2
| Año  | Torneo                                | Resultado | Premio (USD) | Ref.   |
| ---- | ------------------------------------- | --------- | ------------ | ------ |
| 2014 | EMS One Katowice 2014                 | Campeón   | 100 000      | [ 2 ]  |
| 2017 | DreamHack Masters Las Vegas           | Campeón   | 200 000      | [ 13 ] |
| 2022 | IEM Rio Major 2022 (como «Outsiders») | Campeón   | 500 000      | [ 14 ] |

## Patrocinadores
Desde 2023 mantiene acuerdos globales con Winline, Kappa, Yandex Eats y Thunderobot.